# Nancy Kwan
Pour les articles homonymes, voir Kwan.
Nancy Kwan est une actrice américaine née le 19 mai 1939 à Hong Kong qui a joué un rôle important pour l'acceptation des acteurs d'origine asiatique dans le cinéma américain. Elle était considérée comme un sex-symbol dans les années 1960 en raison de sa grande beauté.

## Biographie
Nancy naît en 1939 d'un père chinois et d'une mère anglo-écossaise.

## Filmographie
- 1960 : Le Monde de Suzie Wong (The World of Suzie Wong) de Richard Quine
- 1961 : Au rythme des tambours fleuris de Henry Koster
- 1962 : Guitares et bagarres (The Main Attraction) de Daniel Petrie
- 1963 : Tamahine (en) de Philip Leacock
- 1964 : Honeymoon Hotel de Henry Levin
- 1964 : Le Crash mystérieux (Fate Is the Hunter) de Ralph Nelson
- 1965 : The Wild Affair (en) de John Krish
- 1966 : Arrivederci baby de Ken Hughes
- 1966 : Lieutenant Robinson Crusoé de Byron Paul
- 1967 : Les Corrompus de James Hill
- 1968 : Nobody's Perfect (en) d'Alan Rafkin
- 1968 : Matt Helm règle son comte (The Wrecking Crew) de Phil Karlson
- 1969 : The Girl Who Knew Too Much (en) de Francis Lyon
- 1970 : Le Clan des McMasters (The McMasters) d'Alf Kjellin : Robin
- 1971 : Karioka Etchos de America
- 1973 : Wonder Women (en)
- 1975 : Fortress in the Sun
- 1975 : Supercock (en)
- 1975 : That Lady From Peking (en)
- 1976 : Project Kill (en)
- 1978 : Night Creature (en)
- 1979 : Streets of Hong-Kong
- 1982 :  Angkor: Cambodia Express (en)
- 1985 : Walking the Edge (en)
- 1988 : Keys to Freedom
- 1989 : Night Children
- 1990 : Panique en plein ciel
- 1993 : Dragon, l'histoire de Bruce Lee
- 1995 : Rebellious
- 1998 : Mr. P's Dancing Sushi Bar
- 2005 : Murder on the Yellow Brick Road de Ross Hagen
- 2006 : Ray of Sunshine
- 2016 : Paint It Black (en)
- 2016 : Window Horses: The Poetic Persian Epiphany of Rosie Ming (voix)